# Приматор
Прима́тор (чеш. primátor, словац. primátor) — глава крупного города в Чехии и любого города — в Словакии. В малых городах Чехии главой является староста (чеш. starosta). Впервые должность была введена в Праге 1 января 1922 года, в 1945 — в Братиславе, в 1969 — в Остраве, в 1971 — в Брно, в 1983 — в Кошице, а с 1990 года — во всех городах Словакии и в тех городах Чехии, которые стали статутными городами (в дальнейшем их список расширялся и в настоящее время включает все города страны с численностью населения более 40 тыс. жителей, а также Тржинец). Приматор при участии в значительных событиях и ритуалах может использовать приматорские регалии (например, в Плзни это городская печать и цепь приматора).
Название должности идёт от неофициального названия первого (старшего) депутата самоуправления, который возглавлял городской совет и обычно отвечал за хозяйственную деятельность города.
Соответствует бургомистру (глава города, поселения), а также почётному титулу Lord-mayor, в Англии (для каждого поселения, города, идёт титул).